# Кузьмин, Анатолий Иванович
Анатолий Иванович Кузьмин (1935, Ливенский район, Курская область — 7 ноября 1956, Будапешт) — младший сержант Советской Армии, участник подавления Венгерского восстания 1956 года, Герой Советского Союза (1956).

## Биография
Анатолий Кузьмин родился в 1935 году в деревне Липовец Ливенского района (ныне — Орловской области). Получил неполное среднее образование, после чего работал в колхозе. В 1953 году Кузьмин был призван на службу в Рабоче-крестьянскую Красную Армию. Окончил учебное танковое подразделение. С 1955 года служил на территории Венгерской Народной Республики, был старшим механиком-водителем 37-го гвардейского танкового полка 2-й гвардейской механизированной дивизии.
Осенью 1956 года Кузьмин активно участвовал в боях с венгерскими повстанцами. 7 ноября 1956 года в одном из боёв на улицах Будапешта он погиб. Похоронен на будапештском кладбище Керепеши.
Указом Президиума Верховного Совета СССР от 18 декабря 1956 года за «мужество и отвагу, проявленные при выполнении воинского долга» младший сержант Анатолий Кузьмин посмертно был удостоен высокого звания Героя Советского Союза. Также посмертно был награждён орденом Ленина.